# Notodonta bipunctigera
Notodonta bipunctigera är en fjärilsart som beskrevs av Matsumura 1925. Notodonta bipunctigera ingår i släktet Notodonta och familjen tandspinnare. Inga underarter finns listade i Catalogue of Life.